# Planetární inženýrství

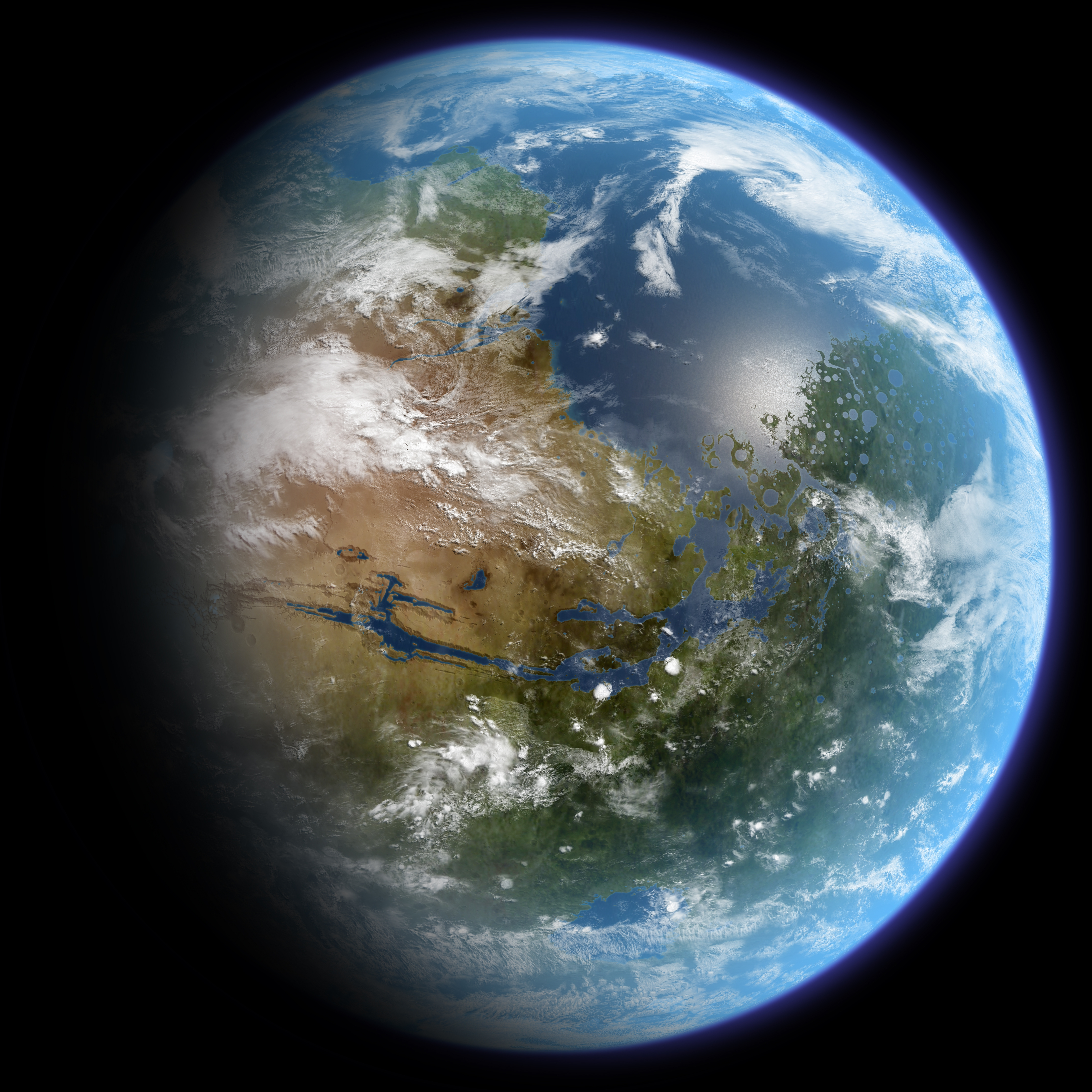
Umělecké ztvárnění Marsu

Planetární inženýrství je vědní obor, který zkoumá technologické a technické možnosti ovlivnění globálních vlastností planet, případně měsíců. Cílem tohoto oboru je obvykle zkulturnit planetu a uzpůsobit jí tak, aby byl na ní možný život. Často se dává toto teoretické odvětví do souvislosti s teraformací, která je nejznámější formou zamýšlené úpravy planet a má je připravit pro život člověka.
V současné době je planetární inženýrství ve fázi raných myšlenek a často je námětem sci-fi povídek.

## Druhy planetárního inženýrství
- Ecopoiezace
- Geoinženýring
- Terraformace
- Těžba (nerostných surovin)
- Ekumenopole (planetární město)
- Globální stmívání